# Paraleptomys rufilatus
Paraleptomys rufilatus är en däggdjursart som beskrevs av Wilfred Hudson Osgood 1945. Paraleptomys rufilatus ingår i släktet Paraleptomys och familjen råttdjur. Inga underarter finns listade i Catalogue of Life.

## Utseende
Arten är lite större och tydlig tyngre än Paraleptomys wilhelmina som är den andra arten i samma släkte. Kroppslängden (huvud och bål) är 118 till 135 mm, svanslängden är 127 till 146 mm och vikten ligger vid 54 till 58 g. Det finns 30 till 35 mm långa bakfötter och 17 till 20 mm stora öron. Andra särdrag som kännetecknar Paraleptomys rufilatus är en vit strupe, ett vitt bröst och rödbruna kroppssidor. På ryggen och på huvudets ovansida är pälsen mörkbrun med gråa nyanser och andra delar av undersidan är ljus gråbruna. Svansen har en brun ovansida och en vit undersida. Typisk för fötterna är den gråbruna utsidan och den vita insidan. I varje käkhalva finns endast två molarer. Antalet spenar hos honor är fyra.

## Utbredning och ekologi
Arten förekommer med några mindre och från varandra skilda populationer på norra Nya Guinea. Den vistas i bergstrakter mellan 1200 och 1700 meter över havet. Gnagaren lever i bergsskogar som kan vara torr eller fuktiga och som kännetecknas av mossa.
Individerna är främst nattaktiva men de kan söka vid tidiga kvällen efter föda. Antagligen består födan av insekter och daggmaskar. Angående fortplantningen finns inga uppgifter.

## Hot
Efter röjningen av skogarna i låglandet befaras att även bergsskogar försvinner. Dessutom jagas flera exemplar för köttets skull. Utbredningsområdet antas vara mindre än 200 km². IUCN kategoriserar arten globalt som starkt hotad.